# Nagy Attila (költő, 1954)
Nagy Attila (Nagyenyed, 1954. szeptember 19. –) romániai magyar orvos, orvosi szakíró és költő.

## Életútja
1954 szeptember 19-én született az erdélyi Nagyenyeden. Középiskolai tanulmányait 1973-ban végezte Marosvásárhelyen a  Bolyai Farkas Líceumban, majd 1980-ban az OGYI-n szerzett orvosi diplomát.
Pályáját Marosvásárhelyen, 1980–1983 között orvosgyakornokként kezdte, 1984-ben a Suceava megyei Rîșca községben folytatta. 1984–1986-ban Jódratosnyán, 1986-ban Marosugrán községi orvos; 1986–1988-ban üzemi orvos Marosvásárhelyen, majd 1988-ban a belgyógyászati klinikán alorvos 1988–1991 között, 1991–1996-ig szakorvos, 1996-tól főorvos, 2001-től az orvostudományok doktora.

## Irodalmi munkássága
1973-ban az Utunkban jelentkezett, ezután több-kevesebb rendszerességgel közölte verseit a Brassói Lapok és az Igaz Szó. 1989 után a Látó, Kelet-Nyugat, Romániai Magyar Szó, a Népújság Múzsa című irodalmi melléklete, a Fagyöngy (Székelyudvarhely 1995, 1996), legújabban a Volt jövőkbe nézve (Marosvásárhely 2001) és az Erdélyi Szép Szó 2000 (ugyanott 2001) című antológia.
1990-ben szerkesztette az Üzenet című egyházi hetilap képzőművészeti anyagát, amelyben több kritikája, tanulmánya jelent meg.
Díjai: Látó-nívódíj.

### Szépirodalom
- Mélyülő ablakok (versek, Székelyudvarhely, 1994)
- Elhullatott jelen (Kolozsvár, 1995)
- Velence harangjai (Marosvásárhely, 1999)
- A tübingeni asztalos : versek. (Marosvásárhely, 2002)
- Sehol a hely : versek (Marosvásárhely, 2005)
- A nap kertje. Tizenhét vers; Pallas-Akadémia, Csíkszereda, 2006
- Café Flamingo. Versek; Mentor, Marosvásárhely, 2007
- Gazdátlan sorok. Versek (Marosvásárhely, 2009)
- Időzz el. Versek; Kriterion, Kolozsvár, 2012
- Aszú alkonyat. Válogatott versek. 1999–2012; Pallas-Akadémia, Csíkszereda, 2014
- Csillagköz. Önéletrajzi töredékek. Versek; Lector, Marosvásárhely, 2015
- Égi tócsa, földi sár. Versek a kék füzetből; Lector, Marosvásárhely, 2018
- A kék bálna éneke. Versek; Lector, Marosvásárhely, 2020

### Orvosi szakkötetek
- Klinikai laboratóriumi diagnosztika In: Belgyógyászati tünettan : egyetemi tankönyv (Marosvásárhely, 1996)
- A belgyógyászati diagnosztika kézikönyve, társszerző